# Villasayas
Villasayas település Spanyolországban, Soria tartományban. Villasayas Almazán, Baraona, Caltojar és Barca községekkel határos. Lakosainak száma 60 fő (2024).

## Népesség
A település népessége az elmúlt években az alábbi módon változott:
| Lakosok száma | 100  | 96   | 95   | 82   | 75   | 80   | 71   | 67   | 65   | 60   |
|               | 2001 | 2004 | 2007 | 2009 | 2012 | 2014 | 2017 | 2019 | 2022 | 2024 |